# Georges Posener
Henri Georges Posener (* 12. September 1906 in Paris; † 15. Mai 1988 in Garches) war ein französischer Ägyptologe.
Poseners Eltern waren litauische Juden, die ein Jahr vor seiner Geburt aus dem Russischen Reich nach Frankreich eingewandert waren. Er studierte zunächst an der Universität von Paris (Sorbonne), wo er mit einer Licence in Geschichte und Geographie abschloss, und dann Ägyptologie an der École pratique des hautes études, wo u. a. Alexandre Moret, Raymond Weill und Gustave Lefebvre seine akademischen Lehrer waren. Seine Diplomarbeit schrieb Posener 1933 über Die erste persische Herrschaft in Ägypten.
Von 1931 bis 1935 war er Stipendiat und anschließend bis 1939 Beauftragter am Institut français d’archéologie orientale in Kairo. Als Leutnant der Reserve wurde er mit Beginn des Zweiten Weltkriegs 1939 eingezogen, geriet 1940 in Gefangenschaft, konnte aber fliehen.  1940–1942 und 1944–1945 erhielt er ein Forschungsstipendium des Centre national de la recherche scientifique (CNRS). Während der deutschen Besetzung ging er in den Untergrund und wirkte im August 1944 an der Befreiung von Paris mit.
Nach der Pensionierung Raymond Weills wurde Posener 1946 Directeur d’Études für ägyptische Geschichte und Archäologie in der historisch-philologischen (IV.) Sektion der École pratique des hautes études. 1952/53 hatte er eine Gastprofessur an der Brown University in Providence (Rhode Island). Zusätzlich zu seinem Lehrstuhl an der EPHE wurde Posener 1961 als Professor für ägyptische Philologie und Archäologie ans Collège de France berufen. Beide Lehrtätigkeiten übte er bis 1978 aus. Er befasste sich vor allem mit der Literatur und den Papyri des Alten Ägypten.
1962 wurde er zum korrespondierenden Mitglied der Akademie der Wissenschaften zu Göttingen gewählt. 1969 wurde Posener Mitglied der Académie des Inscriptions et Belles-Lettres, 1975 korrespondierendes Mitglied der Bayerischen Akademie der Wissenschaften und 1986 der British Academy.

## Schriften (Auswahl)
- Catalogue de ostraca hiératiques littéraires de Deir el Médineh (= Institut Français d’Archéologie Orientale. Documents de Fouilles. Nr. 1–3, ISSN 0768-2964). 3 Bände. 1934–1981.
- La première domination perse en Égypte. Recueil d’Inscriptions Hiéroglyphiques (= Institut Français d’Archéologie Orientale. Bibliothèque d’Étude. Band 11, ISSN 0259-3823). Institut Français d’Archéologie Orientale, Kairo 1936 (Digitalisat).
- Princes et pays d’Asie et de Nubie. Textes hiératiques sur des figurines d’envoûtement du Moyen Empire. Fondation Égyptologique Reine Élisabeth, Brüssel 1940 (Digitalisat).
- Littérature et politique dans l’Égypte de la XIIe dynastie (= Bibliothèque de l’Ecole des Hautes Etudes. Section 4: Sciences Historiques et Philologiques. Band 307, ISSN 0761-148X). Champion, Paris 1956.
- De la divinité du Pharaon (= Cahiers de la Société Asiatique. Band 15, ZDB-ID 401578-2). Imprimerie Nationale, Paris 1960 (Digitalisat).
- La Papyrus Vandier (= Institut Français d’Archéologie Orientale. Bibliothèque Générale. Band 7 = Publications de l’Institut Français d’Archéologie Orientale. Band 626). Institut Français d’Archéologie Orientale, Kairo 1985, ISBN 2-7247-0014-7.